# Abscam

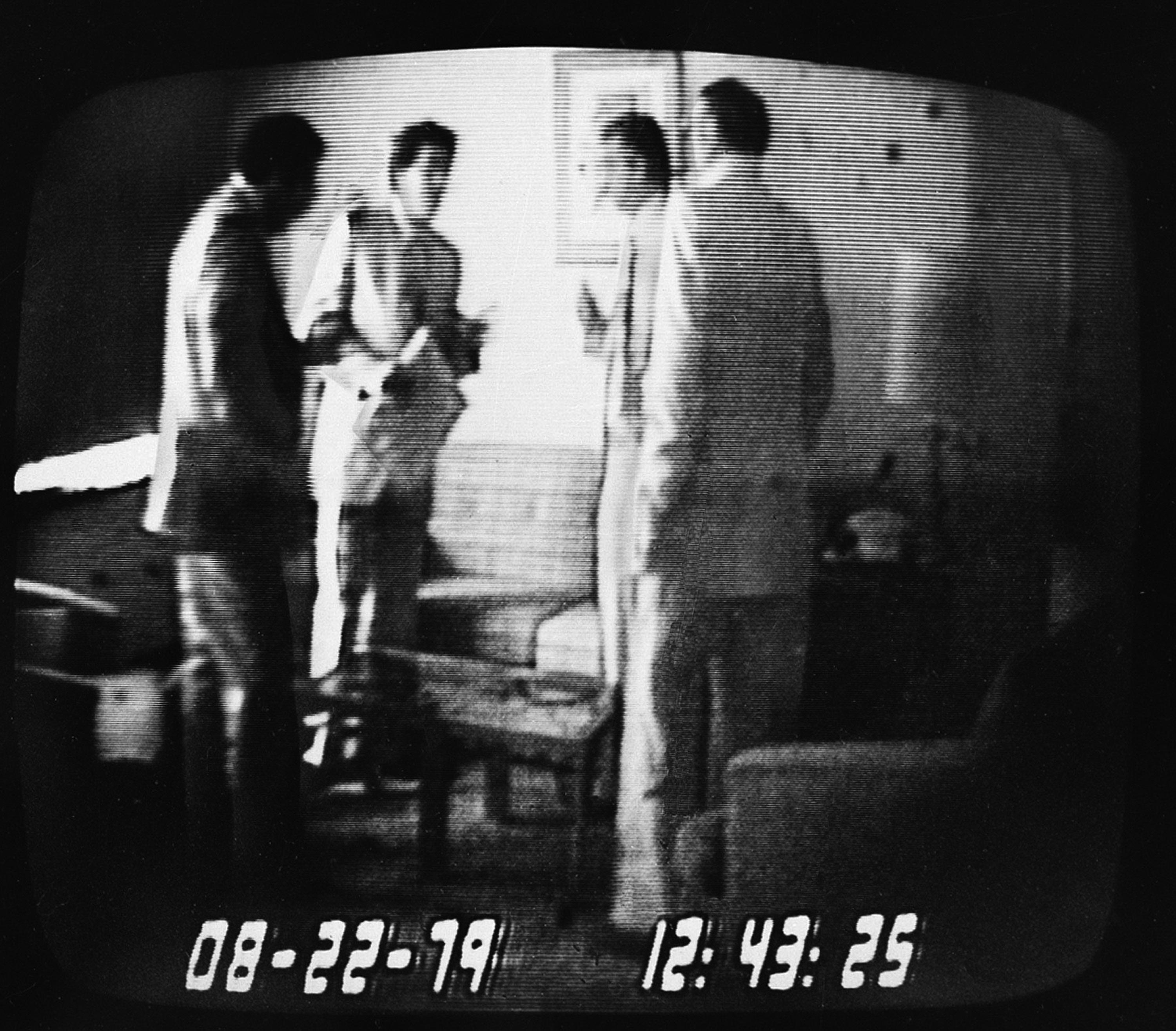
Michael Myers, représentant des États-Unis, en train d'accepter 50 000 $ de la part d'agents du FBI sous couverture. Il sera condamné dans le cadre de l'opération Abscam.

Abscam - parfois écrit ABSCAM - est une opération menée par le FBI à la fin des années 1970 et au début des années 1980 dans le but de piéger des délinquants. Cette opération, portant sur deux années, est alors dirigée à partir du bureau du FBI de Hauppauge (New York), sous la supervision du directeur adjoint Neil J. Welch, à la tête de la division du FBI à New York, et de Thomas P. Puccio, chef de l’Organized Crime Strike Force (en) du département de la Justice pour le district Est de New York.
L'opération cible au début un trafic d'objets volés et la corruption d'hommes d'affaires prestigieux, mais se voit ensuite convertie en enquête sur la corruption de personnalités politiques. Le FBI, avec l'aide du département de la Justice et d'un homme condamné pour escroquerie, filme alors des personnalités politiques en train d'accepter des pots-de-vin d'une société arabe frauduleuse en échange de diverses faveurs politiques.
Plus de 30 personnalités politiques font alors l'objet d'une enquête, et sur ces 30 personnes, sept sont reconnues coupables - six membres de la Chambre des représentants et un membre du Sénat des États-Unis. Il y avait non seulement des membres du Congrès des États-Unis, mais aussi un membre du Sénat du New Jersey, des membres du Conseil municipal de Philadelphie, Angelo Errichetti, maire de Camden, dans le New Jersey, ainsi qu'un inspecteur du service d'immigration et de naturalisation des États-Unis. 
« Abscam » est le nom de code retenu par le FBI pour l'opération. Quand les forces de l'ordre annoncent cette opération, ils déclarèrent qu'« Abscam » était la contraction d'« Arab scam » (« arnaque arabe »). À la suite des protestations formulées par l’American-Arab Relations Committee, les autorités corrigent le tir en disant qu'il s'agissait en fait de la contraction d'« Abdul scam », d'après le nom - Abdul Enterprises - de la société fictive utilisée comme écran.

## Abscamdans la culture populaire
- L'affaire de l’Abscam a servi de base au scénario du film American Bluff (American Hustle), réalisé par David O. Russell et sorti en salles en 2013.